# 송재박
송재박(宋才博, 1956년 10월 15일 ~)은 대한민국의 야구 선수이자 2016년 두산 베어스의 2군 코디네이터이다. 일본 야마구치현 도쿠야마 시에서 태어났으며 일본명은 '요시모토 히로시'(吉本 博)이다.

## 일본 프로 야구경력
일본에서 난요 공고를 졸업한 뒤 1974년 동안 다이헤이요 클럽 라이온스의 드래프트 3위 지명을 받고 입단하며 1975년부터 일본 프로 야구에 입문하였고, 원래 수비 위치는 포수였으나 다이요 이적 이후 외야수로 전향하였다. 1975년부터 1982년까지는 다이헤이요·크라운·세이부에서 활약하였고, 1983년 개막 직전에 시미즈 히로요시(본명:시미즈 도오루)와 1:1 트레이드를 하며 1983년부터 1987년까지는 요코하마 다이요 훼일스에서 선수 생활을 하였다. 하지만 1986년 ~ 1987년까지로는 2군을 전전했다. 현역 중의 1980년에는 홈런 6개를 때려서(시즌 통산: 8개) 강타 포수로의 기대를 받았으나, 수비력이 낮았다. 특히 어깨가 약하여, 1981년에 32연속 도루 저지 실패를 만들고 말았다는 최악의 기록이 담겨 있다.

## KBO 리그경력
재일 한국인 출신 일본 프로 야구 선수였던 장훈의 소개로 1988년에 대한민국의 OB 베어스에서 입단 테스트를 받고, 같은 해에 그 당시로는 낮은 계약금인 1,800만원을 받고 입단하였다. 입단 후 OB에서 맹타를 기록하여 힘을 보태 주었다. 1991년에 김경문과의 1:1 트레이드로 태평양 돌핀스로 이적했고, 1992년에 현역에서 은퇴하였다.
짧은 고국에서의 현역 생활을 뒤로 하고, 은퇴 후 OB/두산 베어스로 돌아와 오랫동안 코치 생활을 하며 대한민국에 정착했다. 2001년 타격코치를 맡는 와중에는 플레이오프, 한국 시리즈에서 두산의 타선을 살렸다는 공헌을 하였으며 KBO 리그의 대상에서 우수 코치 상을 수상하였다. (일본 프로 야구 출신자로서의 최초 수상자였다.) 2004년에는 2군 감독을 맡았으며, 2009년 11월 10일에 김광림이 2군 감독을 맡게 되면서 두산 베어스 1군 타격 코치로 임명되었다. 2011년에는 시즌 중 2군 타격코치로 보직을 변경하기도 했으며 2012년시즌부터 다시 두산 베어스 2군 감독으로 임명되었다. 하지만, 갑작스럽게 선수들의 타격부진으로 또 다시 1군 타격 코치로 가고, 김우열이 두산 베어스 2군 감독 대행 체제를 맡게 되었다. 2013년 시즌에는 팀의 타격코치 직을 맡았다가. 2014년 시즌에 송일수 감독이 두산 베어스 9대 감독으로 취임하자 의사소통을 이유로 팀의 수석코치직을 맡았다. 2015년 시즌부터는 다시 팀의 2군 감독직을 맡았다.

## 일본 통산 기록
| 연도 | 팀명          | 포지션      | 타율  | 시합 | 타석 | 타수 | 득점 | 안타 | 2루타 | 3루타 | 홈런 | 루타 | 타점 | 도루 | 도실 | 희생타 | 희생플라이 | 4구 | 고의사구 | 사구 | 삼진 | 병살 | 출루율 | 장타율 | OPS   |
| ---- | ------------- | ----------- | ----- | ---- | ---- | ---- | ---- | ---- | ----- | ----- | ---- | ---- | ---- | ---- | ---- | ------ | ---------- | --- | -------- | ---- | ---- | ---- | ------ | ------ | ----- |
| 1978 | 크라운 세이부 | 포수        | 0.091 | 8    | 11   | 11   | 0    | 1    | 0     | 0     | 0    | 1    | 0    | 0    | 0    | 0      | 0          | 0   | 0        | 0    | 2    | 1    | 0.091  | 0.091  | 0.182 |
| 1979 | 크라운 세이부 | 포수        | 0.229 | 22   | 40   | 35   | 4    | 8    | 3     | 1     | 1    | 16   | 6    | 0    | 1    | 0      | 2          | 2   | 0        | 1    | 6    | 1    | 0.275  | 0.457  | 0.732 |
| 1980 | 크라운 세이부 | 포수        | 0.266 | 76   | 207  | 192  | 24   | 51   | 11    | 0     | 8    | 86   | 22   | 1    | 1    | 3      | 1          | 11  | 0        | 0    | 34   | 5    | 0.304  | 0.448  | 0.752 |
| 1981 | 크라운 세이부 | 포수        | 0.230 | 74   | 146  | 135  | 14   | 31   | 4     | 1     | 5    | 52   | 11   | 1    | 1    | 1      | 1          | 8   | 0        | 1    | 23   | 2    | 0.276  | 0.385  | 0.661 |
| 1982 | 크라운 세이부 | 포수        | 0.000 | 4    | 5    | 5    | 0    | 0    | 0     | 0     | 0    | 0    | 0    | 0    | 0    | 0      | 0          | 0   | 0        | 0    | 1    | 0    | 0.000  | 0.000  | 0.000 |
| 1983 | 다이요        | 외야수      | 0.083 | 14   | 13   | 12   | 0    | 1    | 0     | 0     | 0    | 0    | 0    | 1    | 0    | 0      | 0          | 1   | 0        | 0    | 1    | 1    | 0.154  | 0.083  | 0.237 |
| 1984 | 다이요        | 외야수      | 0.197 | 35   | 76   | 71   | 9    | 14   | 3     | 1     | 5    | 34   | 15   | 0    | 1    | 0      | 1          | 4   | 0        | 0    | 13   | 0    | 0.237  | 0.479  | 0.716 |
| 1985 | 다이요        | 외야수      | 0.224 | 31   | 51   | 49   | 4    | 11   | 3     | 0     | 2    | 20   | 3    | 0    | 0    | 0      | 0          | 2   | 0        | 0    | 9    | 0    | 0.255  | 0.408  | 0.663 |
| 1986 | 다이요        | 외야수      | 0.000 | 5    | 4    | 4    | 0    | 0    | 0     | 0     | 0    | 0    | 0    | 0    | 0    | 0      | 0          | 0   | 0        | 0    | 1    | 0    | 0.000  | 0.000  | 0.000 |
| 1987 | 다이요        | 외야수      | 0.273 | 9    | 11   | 11   | 0    | 3    | 0     | 0     | 0    | 3    | 1    | 0    | 0    | 0      | 0          | 0   | 0        | 0    | 1    | 0    | 0.273  | 0.273  | 0.545 |
| 통산 | 10시즌        | 포수,외야수 | 0.229 | 278  | 564  | 525  | 55   | 120  | 24    | 3     | 21   | 213  | 58   | 2    | 4    | 4      | 5          | 28  | 0        | 2    | 91   | 10   | 0.268  | 0.406  | 0.674 |

- 크라운(크라운라이터 라이온스)은 1979년에 세이부(세이부 라이온스)로 구단명을 변경.

## 한국 통산 기록
| 연도 | 팀명   | 포지션               | 타율  | 시합 | 타석 | 타수 | 득점 | 안타 | 2루타 | 3루타 | 홈런 | 루타 | 타점 | 도루 | 도실 | 희생타 | 희생플라이 | 4구 | 고의사구 | 사구 | 삼진 | 병살 | 실책 | 출루율 | 장타율 | OPS   |
| ---- | ------ | -------------------- | ----- | ---- | ---- | ---- | ---- | ---- | ----- | ----- | ---- | ---- | ---- | ---- | ---- | ------ | ---------- | --- | -------- | ---- | ---- | ---- | ---- | ------ | ------ | ----- |
| 1988 | OB     | 외야수, 1루수, 2루수 | 0.310 | 90   | 308  | 261  | 42   | 81   | 13    | 2     | 13   | 137  | 51   | 3    | 2    | 0      | 3          | 36  | 1        | 8    | 30   | 2    | 1    | 0.406  | 0.525  | 0.931 |
| 1989 | OB     | 외야수, 1루수        | 0.265 | 86   | 271  | 234  | 21   | 62   | 14    | 3     | 3    | 91   | 33   | 0    | 1    | 1      | 3          | 31  | 1        | 2    | 34   | 5    | 0    | 0.352  | 0.389  | 0.741 |
| 1990 | OB     | 외야수               | 0.222 | 41   | 130  | 108  | 9    | 24   | 4     | 0     | 0    | 28   | 6    | 1    | 0    | 3      | 2          | 16  | 1        | 1    | 22   | 0    | 0    | 0.323  | 0.259  | 0.582 |
| 1991 | 태평양 | 1루수                | 0.196 | 30   | 55   | 51   | 1    | 10   | 1     | 0     | 0    | 11   | 5    | 1    | 0    | 1      | 0          | 3   | 1        | 0    | 14   | 0    | 1    | 0.241  | 0.216  | 0.456 |
| 통산 | 4시즌  | 외야수, 내야수       | 0.271 | 247  | 764  | 654  | 73   | 177  | 32    | 5     | 16   | 267  | 95   | 5    | 3    | 5      | 8          | 86  | 4        | 11   | 100  | 7    | 2    | 0.361  | 0.408  | 0.769 |

### 주요 기록

#### 첫 기록(일본 프로야구)
- 첫 출장 : 1978년 9월 7일, 대 난카이 호크스 후기 13차전(헤이와다이 야구장), 7회말에 오쿠미야 다네오의 대타로 출장
- 첫 안타 : 1978년 9월 9일, 대 긴테쓰 버팔로스 25차전(닛세이 구장), 7회초에 요시오카 사토루의 대타로 출장, 간베 도시오로부터 단타
- 첫 선발 출장 : 1978년 9월 17일, 대 닛폰햄 파이터스 후기 13차전(헤이와다이 야구장), 7번·좌익수로서 선발 출장
- 첫 홈런·첫 타점 : 1979년 10월 9일, 대 니혼햄 파이터스 후기 11회전(세이부 라이온즈 구장), 4회초에 사에키 가즈시로부터 솔로 홈런

## 같이 보기
- 재일 한국인의 목록